# مويزلفيتس
مويزلويتس (بالألمانية: Meuselwitz) هي بلدة ألمانية تقع في ألمانيا في تورينغن. يقدر عدد سكانها بـ 12,283 نسمة .

## المدن التوأمة
مدينة لاوفن آم نكا هي مدينة توأمة لـمويزلويتس.

## أعلام
- فيليب رايسي